# Gustav von Seyffertitz
Gustav von Seyffertitz, nato Gustav Carl Viktor Bodo Maria von Seyffertitz, (Haimhausen, 4 agosto 1862 – Los Angeles, 25 dicembre 1943), è stato un attore e regista tedesco naturalizzato statunitense.
Recitò, tra il 1917 e 1939, in 118 film.

## Biografia
Gustav von Seyffertitz era nato in Baviera (all'epoca, ancora regno di Baviera): trasferitosi negli Stati Uniti, lavorò per una ventina di anni nel cinema muto e poi nei primi anni del sonoro, soprattutto come caratterista, con ruoli di vilain e di contorno fino al 1939, quattro anni prima della morte nel 1943, a 81 anni.
Fu diretto da Cecil B. DeMille, Frank Capra, W. S. Van Dyke, Rouben Mamoulian, Lionel Barrymore, Josef von Sternberg, Ernst Lubitsch, Lewis Milestone in film dove apparivano attori come Marlene Dietrich, Mary Pickford, Greta Garbo, James Stewart, Rodolfo Valentino.
Girò anche quattro film come regista. Durante il primo conflitto mondiale, a causa dell'entrata in guerra degli Stati Uniti contro la Germania, aveva adottato il nome inglese di G. Butler Clonblough.

## Galleria d'immagini

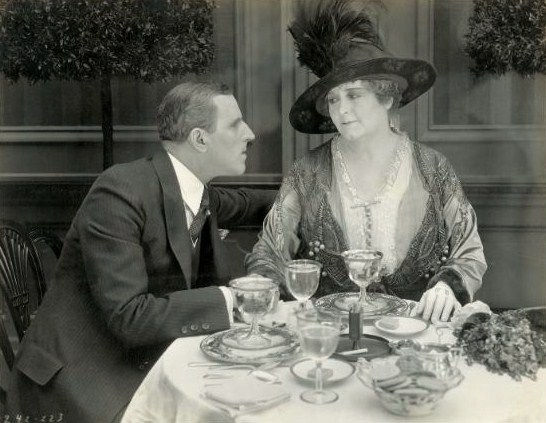
Old Wives for New, con Sylvia Ashton (1918)
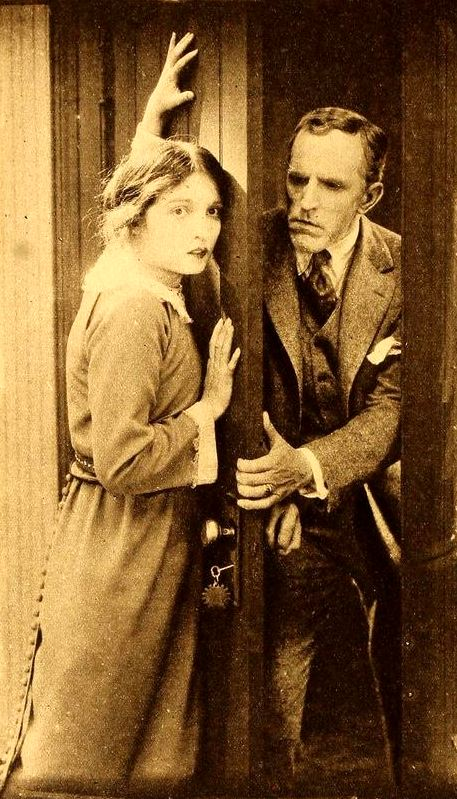
Slaves of Pride, con Alice Joyce (1920)
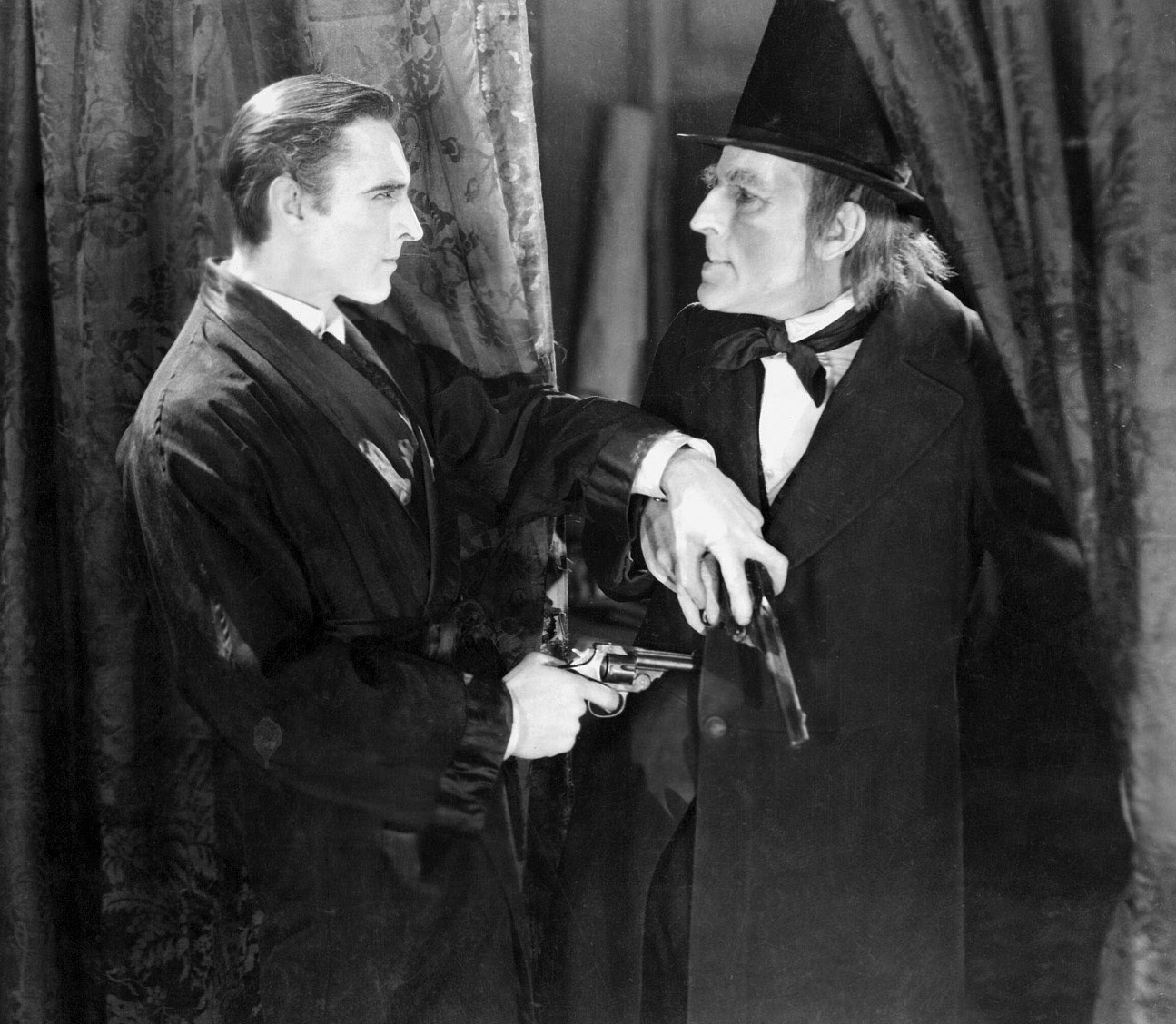
Sherlock Holmes, con John Barrymore (1922)
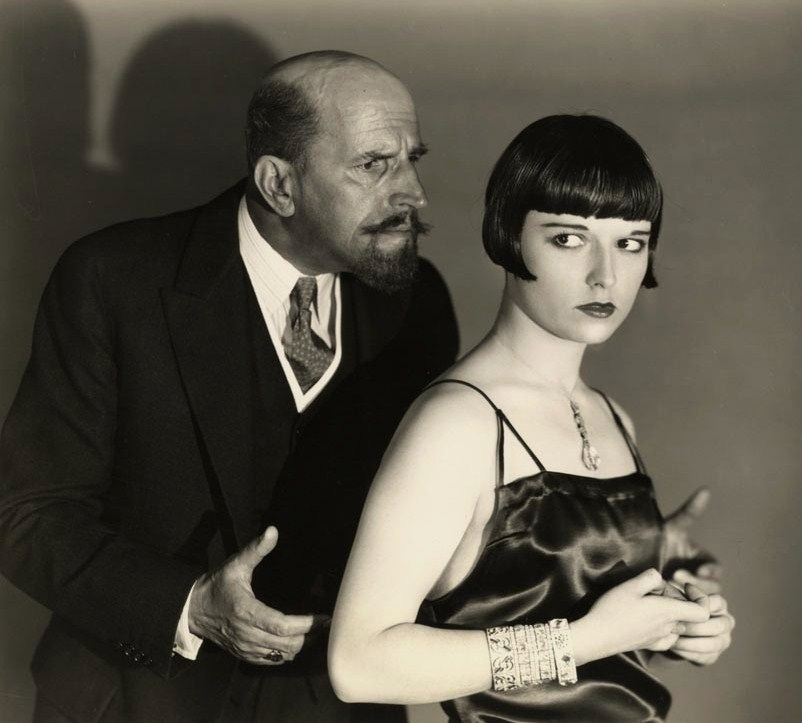
The Canary Murder Case, con Louise Brooks (1929)

## Filmografia

### Attore
- Down to Earth, regia di John Emerson (1917)
- The Countess Charming, regia di Donald Crisp (1917)
- Piccola principessa (The Little Princess), regia di Marshall Neilan (1917)
- The Devil-Stone, regia di Cecil B. DeMille  (1917)
- Swat the Kaiser, regia di Joseph Henabery (1918)
- Stella Maris, regia di Marshall Neilan (1918)
- Rimrock Jones, regia di Donald Crisp (1918)
- The Widow's Might, regia di William C. de Mille (1918)
- The Hidden Pearls, regia di George H. Melford (George Melford) (1918)
- Amore d'artista (Amarilly of Clothes-Line Alley), regia di Marshall Neilan (1918)
- The Whispering Chorus, regia di Cecil B. DeMille (1918)
- His Majesty, Bunker Bean, regia di William Desmond Taylor (1918)
- Old Wives for New, regia di Cecil B. DeMille (1918)
- To Hell with the Kaiser!, regia di George Irving (1918)
- Less Than Kin, regia di Donald Crisp (1918)
- Till I Come Back to You, regia di Cecil B. DeMille (1918)
- The Source, regia di George Melford - (come G. Butler Clonebaugh) (1918)
- Sic 'Em, Sam, regia di Albert Parker (1918)
- The Roaring Road, regia di James Cruze (1919)
- The Dark Star, regia di Allan Dwan (1919)
- The Vengeance of Durand, regia di Tom Terriss (1919)
- Slaves of Pride, regia di George W. Terwilliger (1920)
- Sherlock Holmes, regia di Albert Parker (1922)
- The Face in the Fog, regia di Alan Crosland (1922)
- Under the Red Robe, regia di Alan Crosland (1923)
- The Bandolero, regia di Tom Terriss (1924)
- Grounds for Divorce, regia di Paul Bern (1925)
- The Goose Woman, regia di Clarence Brown (1925)
- Il figlio di papà (A Regular Fellow), regia di A. Edward Sutherland (1925)
- Desiderio d'amore (Flower of Night), regia di Paul Bern (1925)
- L'aquila, conosciuto anche come Aquila nera (The Eagle), regia di Clarence Brown (1925)
- The Danger Girl, regia di Edward Dillon (1926)
- Red Dice, regia di William K. Howard (1926)
- Passerotti (Sparrows), regia di William Beaudine (1926)
- The Dice Woman, regia di Edward Dillon (1926)
- The Bells, regia di James Young (1926)
- Don Giovanni e Lucrezia Borgia (Don Juan), regia di Alan Crosland (1926)
- The Lone Wolf Returns, regia di Ralph Ince (1926)
- Unknown Treasures, regia di Archie Mayo (1926)
- Diplomacy, regia di Marshall Neilan (1926)
- Per ordine del granduca (My Official Wife), regia di Paul L. Stein (1926)
- Private Izzy Murphy, regia di Lloyd Bacon (1926)
- Going Crooked (1926)
- Anything Once!, regia di F. Richard Jones, Hal Yates (1927)
- The Price of Honor, regia di Edward H. Griffith (1927)
- Birds of Prey, regia di William James Craft (1927)
- Reticolati (Barbed Wire), regia di Rowland V. Lee e (non accreditato) Mauritz Stiller (1927)
- The Magic Flame, regia di Henry King (1927)
- Il principe studente (The Student Prince in Old Heidelberg), regia di Ernst Lubitsch e non accreditato John M. Stahl (1927)
- Il cavaliere nero (Rose of the Golden West), regia di George Fitzmaurice (1927)
- Il gaucho (The Gaucho), regia di F. Richard Jones (1927)
- Il profumo che uccide (The Wizard), regia di Richard Rosson (1927)
- The Little Shepherd of Kingdom Come, regia di Alfred Santell (1928)
- Schiavo di Venere (Vamping Venus), regia di Edward F. Cline (1928)
- Giglio imperiale (Yellow Lily), regia di Alexander Korda (1928)
- La donna misteriosa (The Mysterious Lady), regia di Fred Niblo (1928)
- The Red Mark, regia di James Cruze (1928)
- I dannati dell'oceano (The Docks of New York), regia di Josef von Sternberg (1928)
- La donna contesa (The Woman Disputed), regia di Henry King e Sam Taylor (1928)
- Mondo senza luce (Me, Gangster), regia di Raoul Walsh (1928)
- Romanzo d'amore (The Case of Lena Smith), regia di Josef von Sternberg (1929)
- La canarina assassinata (The Canary Murder Case), regia di Malcolm St. Clair, Frank Tuttle (1929)
- Come Across, regia di Ray Taylor (1929)
- Chasing Through Europe, regia di David Butler, Alfred L. Werker (1929)
- Ladro d'amore (His Glorious Night), regia di Lionel Barrymore (1929)
- Seven Faces, regia di Berthold Viertel (1929)
- Dangerous Paradise, regia di William A. Wellman (1930)
- The Case of Sergeant Grischa, regia di Herbert Brenon (1930)
- The Bat Whispers, regia di Roland West (1930)
- Are You There?, regia di Hamilton MacFadden (1930)
- Disonorata (Dishonored), regia di Josef von Sternberg (1931)
- The Front Page, regia di Lewis Milestone (1931)
- Ambassador Bill, regia di Sam Taylor (1931)
- L'isola della perdizione (Safe in Hell), regia di William A. Wellman (1931)
- Shanghai Express, regia di Josef von Sternberg (1932)
- The Roadhouse Murder, regia di J. Walter Ruben (1932)
- Doomed Battalion, regia di Cyril Gardner Originale versione tedesca: Karl Hartl, Luis Trenker (1932)
- Almost Married, regia di William Cameron Menzies (1932)
- Afraid to Talk, regia di Edward L. Cahn (1932)
- Penguin Pool Murder, regia di George Archainbaud (1932)
- Rasputin e l'imperatrice (Rasputin and the Empress), regia di Richard Boleslawski (con il nome Richard Boleslavsky) e (non accreditato) Charles Brabin (1932)
- The Silver Cord, regia di John Cromwell (1933)
- La croce del sud (When Strangers Marry), regia di Clarence G. Badger (1933)
- Catturato (Captured), regia di Roy Del Ruth (1933)
- La regina Cristina (Queen Christina), regia di Rouben Mamoulian (1933)
- La nave del mistero (Mystery Liner), regia di William Nigh (1934)
- All Men Are Enemies, regia di George Fitzmaurice (1934)
- Primo amore (Change of Heart), regia di (John G. Blystone) (1934)
- Murder on the Blackboard, regia di George Archainbaud (1934)
- La pietra lunare (The Moonstone), regia di Reginald Barker (1934)
- Piccoli uomini (Little Men), regia di Phil Rosen (1934)
- La notte è per amare (The Night Is Young), regia di Dudley Murphy (1935)
- La notte eterna (She), regia di Lansing C. Holden, Irving Pichel (1935)
- Una notte d'oblio (Remember Last Night?), regia di James Whale (1935)
- Murder on a Bridle Path, regia di William Hamilton, Edward Killy (1936)
- È arrivata la felicità (Mr. Deeds Goes to Town), regia di Frank Capra (1936)
- Mad Holiday, regia di George B. Seitz (1936)
- L'incendio di Chicago (In Old Chicago), regia di Henry King (1937)
- Paradiso per tre (Paradise for Three), regia di Edward Buzzell (1938)
- Avventura a Vallechiara (Swiss Miss), regia di John G. Blystone e (non accreditato) Hal Roach (1938)
- Maria Antonietta (Marie Antoinette), regia di W. S. Van Dyke II (1938)
- King of Alcatraz, regia di Robert Florey (1938)
- Cipher Bureau, regia di Charles Lamont (1938)
- Il figlio di Frankenstein (Son of Frankenstein), regia di Rowland V. Lee (1939)
- Tira a campare! (Never Say Die), regia di Elliott Nugent (1939)
- Hotel Imperial, regia di Robert Florey (1939)
- La storia di Edith Cavell (Nurse Edith Cavell), regia di Herbert Wilcox (1939)
- La rivolta del Messico (The Mad Empress), regia di Miguel Contreras Torres (1939)

### Regista
- The Secret Garden (con il nome G. Butler Clonebaugh) (1919)
- Princess Jones (con il nome G.V. Seyffertitz) (1921)
- Closed Doors (con il nome G.V. Seyffertitz) (1921)
- Peggy Puts It Over (con il nome G.V. Seyffertitz) (1921)